# Stazione di Arvier
Stazione di Arvier vasútállomás Olaszországban, Valle d’Aosta régióban, Arvier településen.

## Vasútvonalak
Az állomást az alábbi vasútvonalak érintik:
- Aosta–Pré-Saint-Didier-vasútvonal

## Kapcsolódó állomások
A vasútállomáshoz az alábbi állomások vannak a legközelebb: 
- Stazione di Avise
- Stazione di Villeneuve